# Vitalianthus urubuensis
Vitalianthus urubuensis là một loài Rêu trong họ Lejeuneaceae. Loài này được Zartman & I. L. Ackerman mô tả khoa học đầu tiên năm 2002.